# Birmingham St. George’s
Birmingham St. George’s (offiziell: Birmingham St George’s Football Club) war ein englischer Fußballverein aus der Stadt Smethwick, gelegen in der Region Sandwell. Der Klub begann 1875 als St George’s Football Club in Aston, bevor er nach seinem Umzug nach Cape Hill zur dort ansässigen Brauerei im Jahr 1886 den Namen Mitchell St George’s Football Club annahm. Dort hatte bereits eine Werksmannschaft als Mitchells Brewery Football Club seit 1873 Fußballspiele ausgetragen und ist somit eine zweite „Wurzel“ des Vereins. Im Jahr 1892 löste sich der Klub auf.

## Vereinsgeschichte

### St. George’s FC
Der St George’s Football Club war Gründungsmitglied des seit 1875 aktiven regionalen Fußballverbands Birmingham & District Football Association und absolvierte im Dezember 1875 eines seiner ersten Spiel gegen Aston Villa. Die Heimspielstätte in Smethwick befand sich in der Fentham Road in der Stadt und dort nahm der Klub im Jahr 1876 erstmals im Birmingham Senior Cup an einem Pokalwettbewerb teil. Dort unterlag man im Wiederholungsspiel der ersten Runde gegen den FC Cannock und im Jahr darauf verlor der Klub mit 0:2 gegen Aston Villa. Der erste spürbare sportliche Fortschritt war in der Saison 1878/79 erkennbar, als St George’s erst im Viertelfinale des Birmingham-Pokals an den Walsall Swifts scheiterte. In der Saison 1883/84 gewann der Verein seinen ersten Pokal mit einem Finalerfolg im Staffordshire Cup gegen West Bromwich Albion. Als Titelverteidiger war „WBA“ als Favorit in das Spiel gegangen, aber die „Drachen“ – wie die Spieler von St George’s genannt wurden – siegten mit 2:1 vor 5.500 Zuschauern im Victoria Ground. Beim entscheidenden Tor hielt Albions Torhüter Bob Roberts eigentlich den Schuss von Dennis Hodgetts, wurde dann jedoch mitsamt Ball vom gegnerischen Tommy Green hinter die eigene Torlinie befördert.
Der gewachsene Stellenwert des Klubs wurde auch dann deutlich, als er von dem aufstrebenden Preston North End als erster Gegner aus der Region Birmingham erwählt wurde und St George’s im Oktober 1884 ein beachtliches 2:2-Remis gelang. In der Spielzeit 1884/85 wurde Albion erneut im Birmingham Senior Cup geschlagen. Dazu erreichte St George’s die dritten Runde des (nationalen) FA Cups und im Spiel gegen Aston Unity (5:0) sicherte sich Green mit drei Toren innerhalb von vier Minuten einen Eintrag in den Geschichtsbüchern des englischen Pokals. Das Ausscheiden gegen die Walsall Swifts (2:3) verlief kontrovers, da Berichten zufolge der Ball nicht die Torlinie zum Endstand überschritten haben soll – ein nachträglicher Protest beim englischen Fußballverband blieb folgenlos.

### Mitchell St. George’s
Nach der Legalisierung des Profitums durch den englischen Fußballverband (FA) stand St George’s vor ähnlichen Problemen, wie andere Teams in der Gegend von Aston. Der große Rivale Aston Villa hatte in den Jahren zuvor professionelle Strukturen entwickelt und damit renommierte Spieler angeworben. Mit großer Finanzkraft ausgestattet konnten die „Villans“ nun offen Spieler von anderen Klubs abwerben. Da die FA diese Freiheit auf Spieler einer Region beschränkte, konkurrierte St George’s mit Aston Villa, Aston Unity und Birmingham Excelsior beim Kampf um ein kleines Reservoir an Spielern. Zu Beginn der Saison 1885/86 bot Harry Mitchell, Sohn des Eigentümers einer Brauerei in Cape Hill, dem Klub einen Umzug aus dem Norden in den Westen Birminghams an – auf Initiative des Torhüters Harry Stansbie, der dort arbeitete. In der Folge wurde Mitchell neuer Vereinspräsident und stellte die Sportstätten seiner eigenen Werksmannschaft, die nie an einem renommierten Wettbewerb teilgenommen hatte, zur Verfügung. Vor allem das ehemalige Leichtathletikstadion wurde umgebaut und der Vereinsname vor Beginn der Spielzeit 1886/87 nach der offiziellen Vereinigung mit der Brauerei-Werksmannschaft in „Mitchell St George’s FC“ geändert. Mitchell agierte in dieser Zeit als Mäzen und der „stetige Fluss von Brauereigeld“ sollte die Konkurrenzfähigkeit erhöhen.
Der Abgang des besten Spielers Dennis Hodgetts im Jahr 1886 in Richtung Aston Villa war aber ein empfindlicher Rückschlag und auch die neue Cape-Hill-Spielstätte wurde zwar für ihre gute Rasenfläche gelobt, aber die Tribünen wiesen Mängel auf. Im FA Cup schien der Verein dennoch gut gerüstet, hatte aber in der vierten Runde Auslosungspech und verlor mit 0:1 gegen den späteren Finalisten West Bromwich Albion, der sich nach dem Umzug zum neuen Lokalrivalen entwickelt hatte und finanziell stark von dem Haushaltartikelhersteller Salter unterstützt wurde.

### Birmingham St. George’s
Obwohl der Klub bis ins Jahr 1888 hinein noch keine nennenswerten Trophäen gewonnen hatte, besaß er einen vergleichsweise guten Ruf und die Birmingham Daily Post zählte ihn mit Aston Villa, West Bromwich Albion und den Wolverhampton Wanderers zu den vier stärksten Fußballmannschaften in den Midlands. Mitchell St George’s hatte zum Ende der Saison 1887/88 noch den Derby County Charity Cup gewonnen, aber während die drei genannten Konkurrenten zu den Gründungsmitgliedern der Football League gehörten, ging Mitchell St George’s leer aus. Maßgeblich dafür mitverantwortlich war die Stimme von William McGregor, der als einflussreicher Vereinssekretär von Aston Villa durchsetzte, dass eine Stadt nur durch ein Team im Wettbewerb repräsentiert wurde. Obwohl die „Dragons“ nicht aus Aston oder Birmingham kamen, sondern in Smethwick beheimatet waren, wurden sie häufig als Birminghamer Verein oder kurz als „Brums“ bezeichnet. So kam es, dass Mitchell St George’s stattdessen im Jahr 1888 die Liga The Combination mitbegründete.
Die Combination wurde als regionale Alternative für Klubs ins Leben gerufen, die nicht an der Football League teilnahmen und Harry Mitchell wurde ihr erster Präsident. Vor Beginn ihrer ersten Spielzeit 1888/89 entfernte „Mitchell St George’s“ den Mitchell-Zusatz und wurde fortan für gewöhnlich als „Birmingham St George’s“ bekannt, womit auch die Absicht verfolgt wurde, die Anhängerschaft in der Region auszubauen. Mit großen Erwartungen ging Birmingham St. George’s in die erste Ligasaison, nachdem wichtige Spieler gehalten werden konnten und mit Billy Siddons und Aston Shakespeare nennenswerte Neuverpflichtungen getätigt worden waren. Bereits vor Ablauf eines Jahres musste jedoch das Experiment mit der Combination wieder aufgegeben werden, da die dezentrale Organisation durch die Vereine für Chaos gesorgt hatte und eine Reihe von Spielen nicht stattfanden. Die Dragons absolvierten 16 Partien, davon jeweils sechs Siege und Remis sowie vier Niederlagen. Als Höhepunkt wurde ein 10:1-Sieg gegen die Notts Rangers am 12. Januar 1889 verzeichnet. Gegen Ende der Saison 1888/89 bewarb sich der Klub erneut für die Aufnahme in der Football League. Trotz der weiterhin ablehnenden Haltung von McGregor, gelang es prominente Befürworter wie William Sudell vom Meister Preston North End zu gewinnen, aber die insgesamt lediglich fünf Stimmen bei der Jahreshauptversammlung genügten nicht, da die vier am Tabellenende der Vorsaison platzierten Klubs jeweils mehr Voten auf sich vereinigt hatten – sechs der zwölf Stimmzettel hatten schlicht dafür plädiert, die Vereine im unteren Tabellendrittel wieder aufzunehmen.
Wieder wurde ein alternativer Ligawettbewerb gegründet, wobei die 1889 ins Leben gerufene Football Alliance von vornherein deutlich professionellere Strukturen aufwies als die Combination. Dennoch krankte auch die Football Alliance daran, dass der Zuschauerzuspruch dem der Football League nachstand. Dazu waren die Eintrittspreise vergleichsweise hoch, da die Vereine die gestiegenen Kosten kompensieren mussten. Ein weiteres Problem war der Wegfall von lukrativen Freundschaftsspielen gegen Lokalrivalen, die mittlerweile in der Football League spielten. Erschwerend dazu kam, dass sich bei Duellen gegen den mittlerweile erbitterten Rivalen Aston Villa (auch vor dem Hintergrund von McGregors Blockadehaltung) gewalttätige Aktionen auf dem Feld mehrten und die Konkurrenten sich daher mieden. Erst im Birmingham Senior Cup kam es am 8. Februar 1890 wieder zu einem Aufeinandertreffen mit Aston Villa, dem geschätzt zwischen 8.500 bis 10.000 Zuschauer beiwohnten – der Rekordbesuch in der Football Alliance gegen Small Heath Alliance lag mit 5.000 bei rund der Hälfte. Für das letzte Saisonspiel einigte sich Birmingham St. George’s mit den Walsall Town Swifts, dass das Resultat im Endspiel des Staffordshire Cups auch für die Liga gelten sollte. Die Partie gewann St George’s nach 2:3-Rückstand mit 5:3 und am Ende belegte der Klub den siebten Rang von zwölf Mannschaften. Dabei wurden dem Klub zwei Punkte abgezogen, da er sich geweigert hatte, ein Wiederholungsspiel gegen Sunderland Albion zu bestreiten – der Schiedsrichter hatte beim ursprünglichen 5:3-Sieg von St George’s nicht die volle Spieldistanz absolviert. Im Jahr darauf schlossen die Dragons in der Football Alliance auf dem vierten Rang ab, der die beste Platzierung in der Vereinsgeschichte stellte. Dabei wurde unter anderem der Meister aus Stoke mit 5:2 besiegt. Im FA Cup war erneut West Bromwich Albion Endstation mit einer 0:3-Niederlage.
Trotz dieser Achtungserfolge blieb der Zuschauerzuspruch unter den Erwartungen. Dazu kam im Februar 1891 die Meldung, dass der Torjäger Jack Devey zu Aston Villa wechseln werde, was für weiteren Verdruss im Anhang sorgte. Mitchell, der zwischenzeitlich vergeblich versucht hatte, den zunehmend finanziell klammen Verein in eine Limited Liability Company umzuwandeln, kündigte zum Ende der Saison 1890/91 an, die Verbindung der Brauerei zum Verein zu kappen. Der Verein entschloss sich dann auch im Sommer 1891 dazu, sich nicht ein weiteres Mal für die Football League zu bewerben und der um zwei Plätze in der Football Alliance schlechter platzierte FC Darwen schloss sich letztlich der auf 14 Vereine erweiterten Eliteliga an. Birmingham St. George’s durfte weiterhin die Cape-Hill-Spielstätten benutzen, aber aufgrund der deutlich reduzierten Zuschüsse konnte der Verein nicht mehr mit den Profiklubs aus der Football Alliance konkurrieren. Zahlreiche Abgänge wurden nicht mehr adäquat kompensiert und so verabschiedete sich die Mannschaft in ihrer letzten Saison 1891/92 als Schlusslicht aus dem Profifußball. Die elf anderen Klub der Football Alliance wurden schließlich Mitglieder der Football League, wobei drei direkt in die höchste Spielklasse einzogen und die acht anderen zu den Gründungsmitgliedern der neuen Football League Second Division zählten. Nur Birmingham St. George’s blieb der Weg versperrt. Hohe Schulden, der Mangel an wohlhabenden Eigentümern, eine Spielstätte, die nicht im eigenen Besitz war, und mangelnder Zuschauerzuspruch sprachen gegen eine eigene Bewerbung. Stattdessen löste sich der Verein auf. Es blieb lediglich eine Werksmannschaft, die auf Amateur- und Hobbybasis die Brauerei Mitchells & Butlers repräsentierte.

## Titel/Auszeichnungen
- Staffordshire Senior Cup (2): 1884, 1890